# Seleção Queniana de Rugby Sevens Masculino
A Seleção Queniana de rugby sevens representa o Quênia nos torneios de rugby sevens. É uma das seleções mais renomadas da África, seu continente, que compete na Série Mundial de Rugby Sevens, na Copa do Mundo de Rugby Sevens, nos Jogos Olímpicos e nos Jogos da Commonwealth.
O Quênia registrou sua primeira vitória em um torneio da Série Mundial depois de vencer Fiji no Singapore Sevens de 2016. A equipe também obteve sucesso na Copa do Mundo de Rugby Sevens, chegando às semifinais em 2009 e novamente em 2013. A equipe Kenya Sevens é às vezes referida pela imprensa queniana e internacional como Shujaa, uma palavra suaíli que significa coragem, confiança, bravura ou heroísmo.

## Desempenho

### Jogos Olímpicos

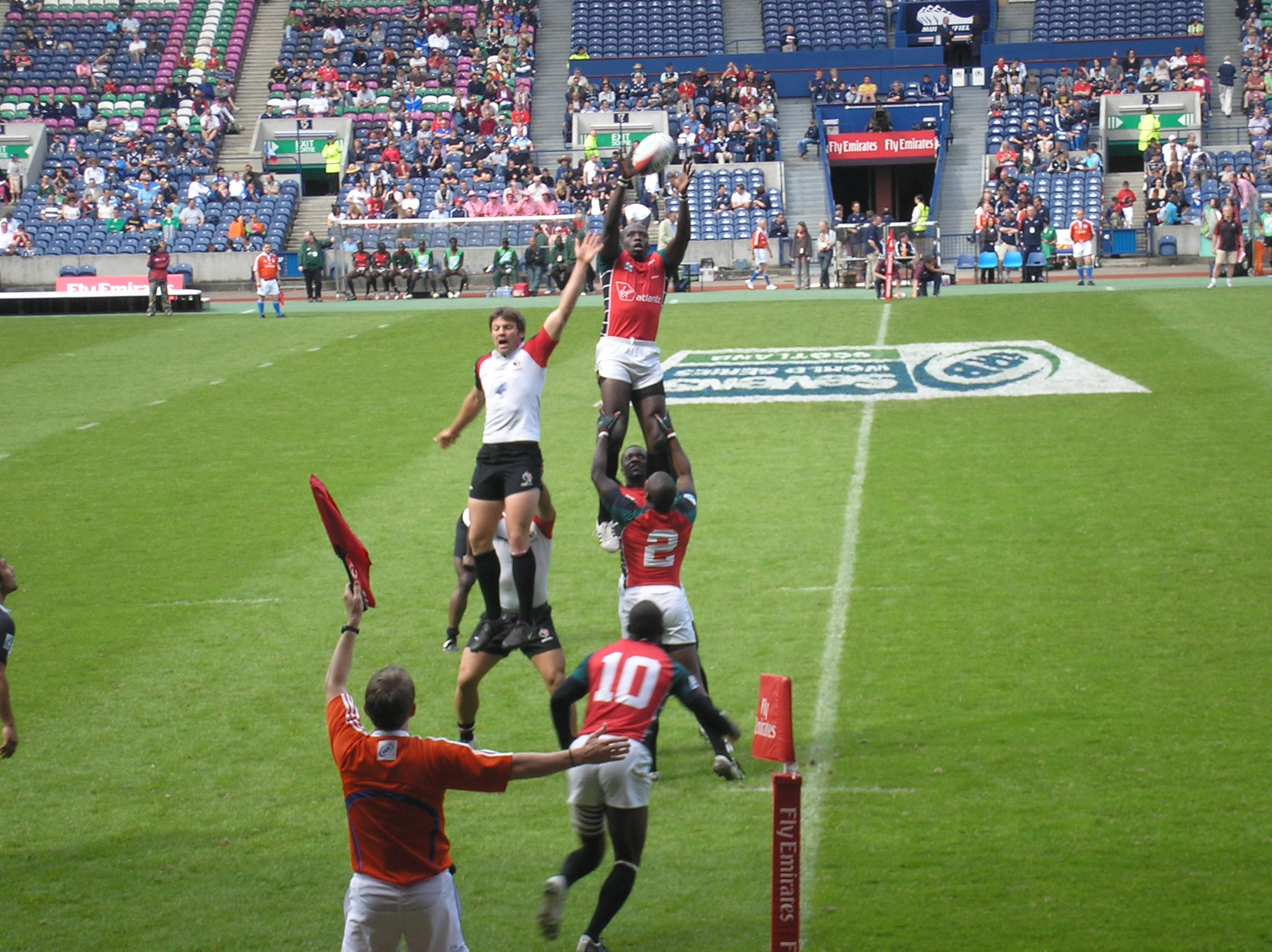
Partida entre Quênia e Canadá pela Emirates Airline Edinburgh Sevens 2008.

| Ano   | Resultado      | Pos | J  | V | E | D  |
| ----- | -------------- | --- | -- | - | - | -- |
| 2016  | Fase de grupos | 11  | 5  | 1 | 0 | 4  |
| 2020  | Fase de grupos | 9   | 5  | 2 | 0 | 3  |
| 2024  | Fase de grupos | 9   | 5  | 2 | 0 | 3  |
| Total | 0 títulos      | 0/3 | 15 | 5 | 0 | 10 |

### Copa do Mundo
| 1993  | Não se classificou | Não se classificou | Não se classificou | Não se classificou | Não se classificou | Não se classificou | Não se classificou |
| 1997  | Não se classificou | Não se classificou | Não se classificou | Não se classificou | Não se classificou | Não se classificou | Não se classificou |
| 2001  | Semifinais         | 19                 | 7                  | 1                  | 0                  | 6                  |                    |
| 2005  | Semifinais         | 19                 | 7                  | 3                  | 0                  | 4                  |                    |
| 2009  | Semifinais         | 3                  | 5                  | 3                  | 0                  | 2                  |                    |
| 2013  | Semifinais         | 4                  | 6                  | 4                  | 0                  | 2                  |                    |
| 2018  | Quartas de final   | 16                 | 5                  | 1                  | 0                  | 4                  |                    |
| 2022  | Rodada final       | 12                 | 4                  | 1                  | 0                  | 3                  |                    |
| Total | 0 títulos          | 0/8                | 34                 | 13                 | 0                  | 21                 |                    |